# 데니슨 성채

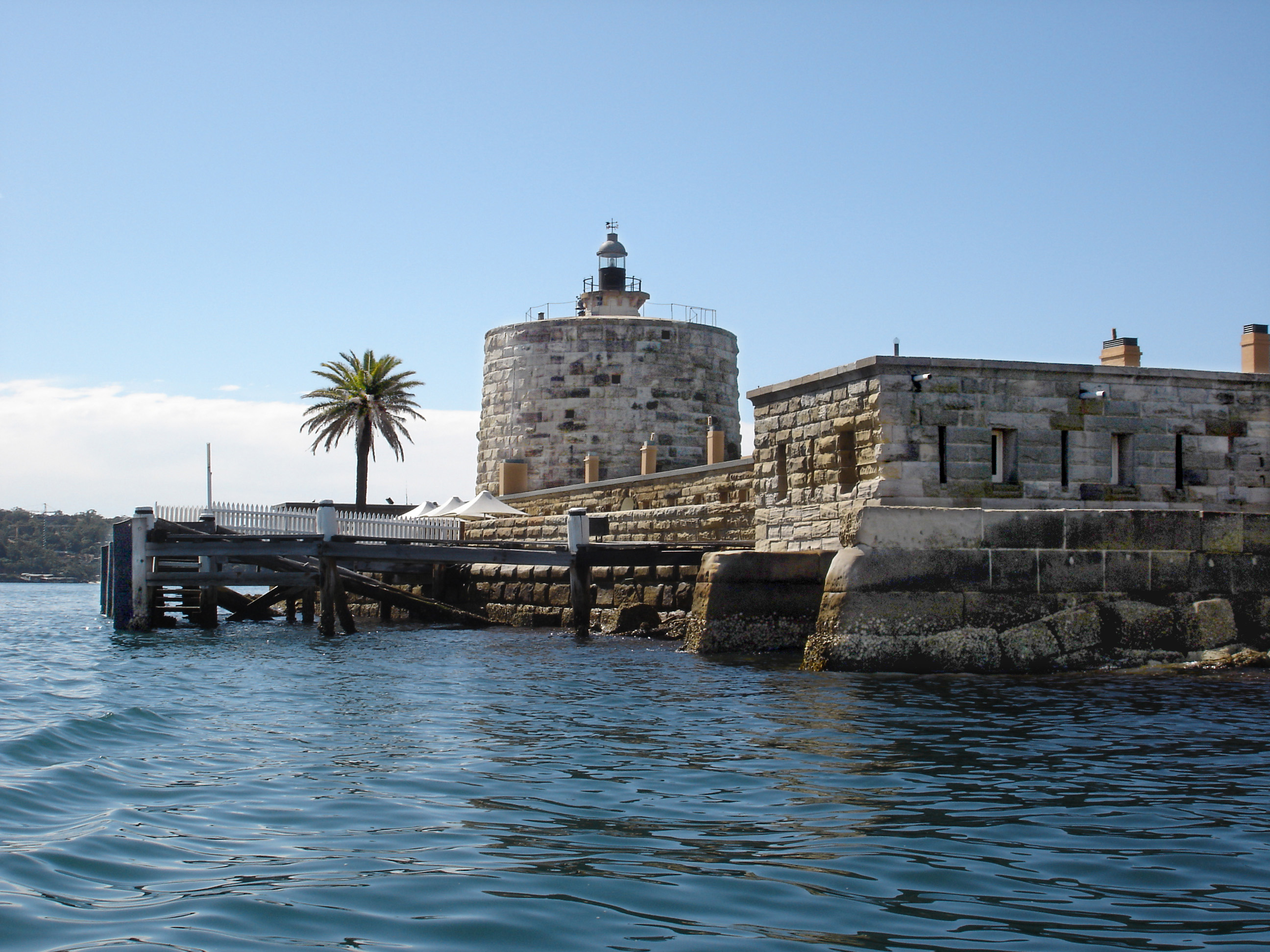
데니슨 성채

데니슨 성채(Fort Denison)는 시드니 항만 입구의 핀치가트 섬에 위치한 작은 건축물로 원주민 언어로 'Mat-te-wan-ye'라고 불리며, 1857년 11월 14일 완공 당시의 총독이었던 윌리엄 토마스 데니슨 경의 이름을 따서 데니슨 성채라고 이름지어졌다.

## 위치
미시즈 맥쿼리스 포인트와 로얄 보타닉 가든에서 북쪽으로 약 500미터, 오페라 하우스로부터 북동쪽으로 약 150미터의 시드니 항만의 입구에 위치하고 있다.

## 용도
요새가 완성되기 이전에는 부근의 바다에 상어가 많아 유형식민지 시대의 죄수들을 수감하기 위한 용도로 사용하였으며 요새 완성 후에는 시드니 항만을 지키기 위한 군사적인 목적으로도 사용하였다. 현재는 박물관으로 이용되고 있으며 시드니에서 유일하게 섬에 위치한 카페가 이곳에 있어 결혼식이나 만찬이 열리기도 한다.